# Royal Blood (band)
Royal Blood is een Brits rockduo dat ontstond in Brighton in 2013. De band maakt moderne bluesrock, hardrock en garagerock.

## Bandleden

#### Huidige leden
- Mike Kerr – zang, bas, keyboard, piano (2011–heden)
- Ben Thatcher – drums, percussie, piano (2013–heden)

#### Oud-leden
- Matt Swan – drums, percussie (2011–2013)
- Joe Dennis – gitaar (2011–2012)

## Discografie

### Albums
| Jaar | album                   | VS | VK | Duitsland | Nederland | Nederland | België | België | Opmerking |
| Jaar | album                   | VS | VK | Duitsland | piek      | weken     | piek   | weken  | Opmerking |
| ---- | ----------------------- | -- | -- | --------- | --------- | --------- | ------ | ------ | --------- |
| 2014 | Royal Blood             | 17 | 1  | 40        | 13        | 27        | 5      | 91     |           |
| 2017 | How Did We Get So Dark? | 25 | 1  | 17        | 8         | (6)       | 2      | (7)    |           |
| 2021 | Typhoons                | 48 | 1  | 20        | 5         |           | 3      |        |           |
| 2023 | Back to the Water Below |    |    |           |           |           |        |        |           |

### Singles
| Single met hitnotering(en) in de Vlaamse Ultratop 50 | Datum van verschijnen | Datum van binnenkomst | Hoogste positie | Aantal weken | Opmerkingen        |
| ---------------------------------------------------- | --------------------- | --------------------- | --------------- | ------------ | ------------------ |
| Figure It Out                                        | 2014                  | 20-09-2014            | 46              | 3            |                    |
| Ten Tonne Skeleton                                   | 2015                  | 10-01-2015            | tip6            | -            |                    |
| Little Monster                                       | 2015                  | 30-05-2015            | tip3            | -            |                    |
| Lights Out                                           | 2017                  | 22-04-2017            | tip6            | -            |                    |
| I Only Lie When I Love You                           | 2017                  | 05-08-2017            | tip8            | -            |                    |
| How Did We Get So Dark?                              | 2017                  | 28-08-2017            | tip8            | -            |                    |
| Look Like You Know                                   | 2018                  | 02-06-2018            | tip8            | -            |                    |
| Trouble's Coming                                     | 2020                  | 03-10-2020            | tip14           | -            |                    |
| The Ground Below (Royal Jewels mix)                  | 2020                  | 12-12-2020            | tip21           | -            | met Run the Jewels |
| Typhoons                                             | 2021                  | 31-01-2021            | tip18           | -            |                    |
| Boilermaker                                          | 2021                  | 08-05-2021            | tip20           | -            |                    |
| Limbo                                                | 2021                  | 08-05-2021            | tip             | -            |                    |